# Pilosella glomerata
Pilosella glomerata là một loài thực vật có hoa trong họ Cúc. Loài này được (Froel.) Fr. miêu tả khoa học đầu tiên năm 1862.